# Emiel Carbon
Emiel Carbon (Roeselare, 28 september 1864 – Roeselare, 3 juli 1971) was een rietmaker en vrijwillig brandweerman in Roeselare. Hij is vooral bekend om zijn hoge leeftijd. Op het einde van zijn leven was hij de op een na oudste mannelijke Belg ooit. Hij staat nog steeds in de top 30 van oudste mannelijke Belgen.

## Biografie
Emiel Carbon was de oudste zoon van een gezin dat in de huizenrij 'De Tien Geboden' in de stad Roeselare woonde. Hij leerde er de weversstiel, maar werd uiteindelijk rietmaker. Hij huwde met Silvia Rondelez en kreeg twaalf kinderen. Vanaf 1896 was hij vrijwillig brandweerman in Roeselare. Tijdens de Eerste Wereldoorlog verbleef het gezin in een dorp nabij het Franse bedevaartsoord Lourdes. Zijn zoon Albert Carbon was ook bij de brandweer, maar sneuvelde als militair tijdens de oorlog. Aan het brandweerarsenaal, nu het Wielermuseum hangt een gedenkplaat voor Albert Carbon. Zelf bleef Emiel brandweerman tot 1920 toen hij de leeftijdsgrens bereikte.
Zijn honderdste verjaardag in 1964 was een grote gebeurtenis in de stad gezien er toen nog niet veel honderdjarigen waren. Hij kreeg een geschilderd portret van de stad aangeboden. Hij maakte als dank een reis naar Lourdes. Toen hij enkele jaren later 105 werd, haalde hij het nationale nieuws omdat hij opnieuw met het vliegtuig naar Lourdes trok. Enkele maanden voor zijn 107ste verjaardag overleed hij. Hij was tot dan de oudste mannelijke Belg in leven en de op een na oudste ooit in België.